# Lepidochrysops guichardi
Lepidochrysops guichardi är en fjärilsart som beskrevs av Gabriel 1949. Lepidochrysops guichardi ingår i släktet Lepidochrysops och familjen juvelvingar. Inga underarter finns listade i Catalogue of Life.